# Saint-Martory
Saint-Martory ist eine französische Gemeinde mit 1039 Einwohnern (Stand 1. Januar 2022) im Département Haute-Garonne in der Region Okzitanien in der historischen Region Comminges. Der Ort war Teil der Commanderie de Montsaunès des Tempelritterordens. Die Einwohner werden Saint-Martoryens, Saint-Martoryennes genannt. Seit 1962 ging die Bevölkerungszahl der Gemeinde von 1066 auf den heutigen Stand zurück.

## Geographie
Der Ort liegt 70 km südwestlich von Toulouse und rund 60 km von der französisch-spanischen Grenze entfernt. Die historische Burg steht am linken Ufer der Garonne, am Fuße der Felswand von l'Escalère. Der Ort selbst entstand am rechten Ufer auf einem Alluvialboden (Anschwemmung) des Flusses. Verkehrsanbindungen sind die Autoroute A64 und die frühere Route nationale 117, beide von Bayonne nach Toulouse führend. Die Eisenbahnstation an der Bahnstrecke Toulouse–Bayonne heißt ebenfalls Saint-Martory.

## Sehenswürdigkeiten
- In der Grotte de Tourasse, freigelegt 1891/92, wurden prähistorische Artefakte aufgefunden. Der französische Altertumsforscher Gabriel de Mortillet (1821–1898) gab nach diesem Fundort der Zeit zwischen dem Magdalénien und dem Neolithikum (Jungsteinzeit) den Namen Tourassien (heute Azilien genannt).
- Die naheliegende Grotte de Montconfort, mit paläolithischen (altsteinzeitlichen) Funden, zählt seit 1993 als Monument historique.
- Der Ort ist der Ausgangspunkt des Bewässerungskanals Canal de Saint-Martory.
- Die Straßenbrücke Pont de Saint-Martory über die Garonne stammt aus dem Jahre 1724. Diese Brücke und die zwei dazugehörenden Triumphbögen (Porte du Pont und Porte de Ville), geschaffen von Antoine Mégret d'Étigny, sind seit 1950 Monuments historiques.
- Die Familie Montpezat, Grafen von Comminges, erbauten in Saint-Martory zwei Schlösser, eines im 11. Jahrhundert auf dem Montpezat-Hügel, das andere in der Renaissancezeit am rechten Flussufer (dieses ist ein Monument historique seit 1993).
- Neben der Kirche Saint-Martory befindet sich der Menhir Peyro-Hitto (Monument historique seit 1913).
- Das alte Gendarmeriegebäude zeigt Architektur aus dem 12. und 13. Jahrhundert und ist seit 1927 ebenfalls ein Monument historique.

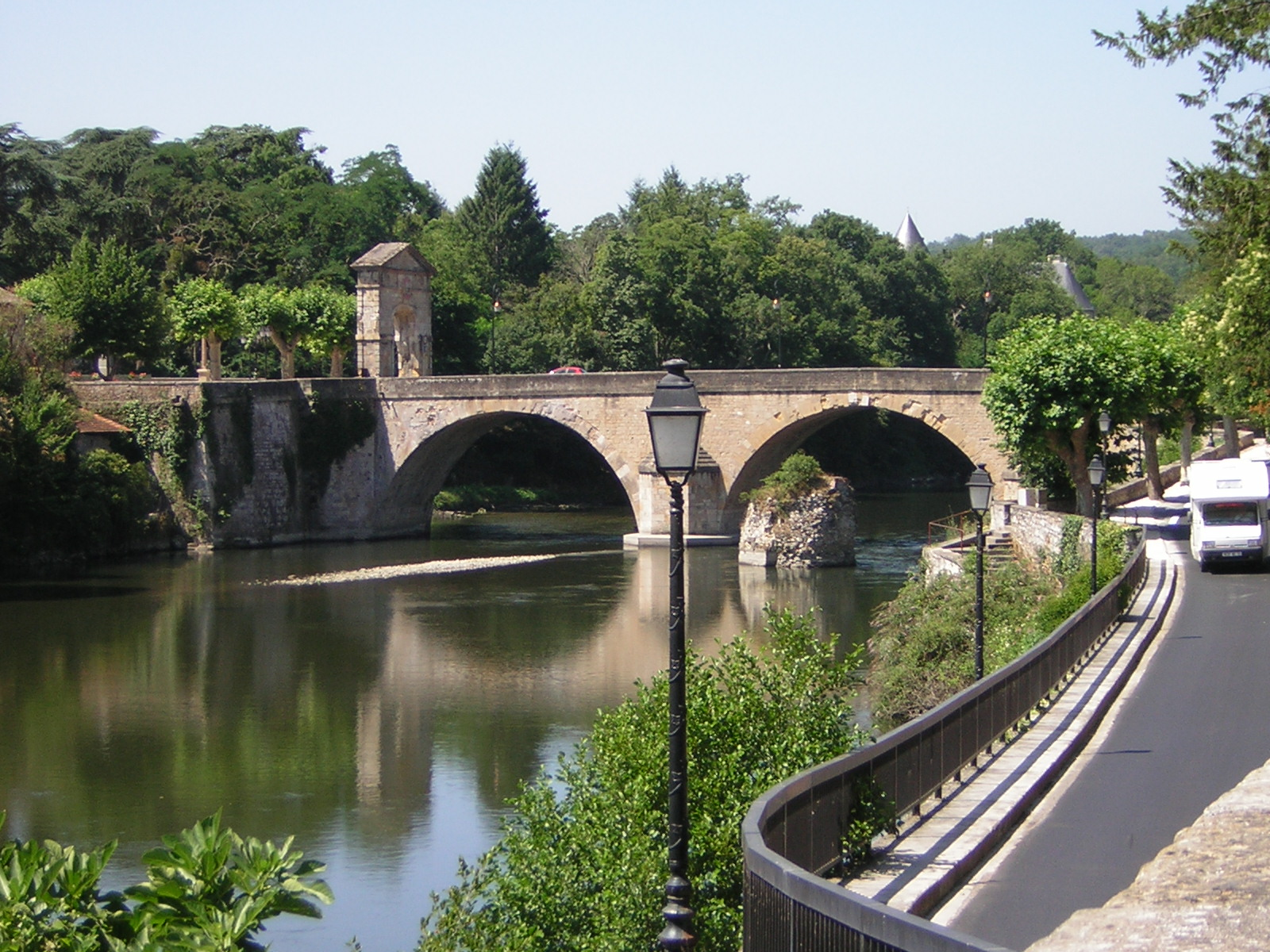
Pont de Saint-Martory
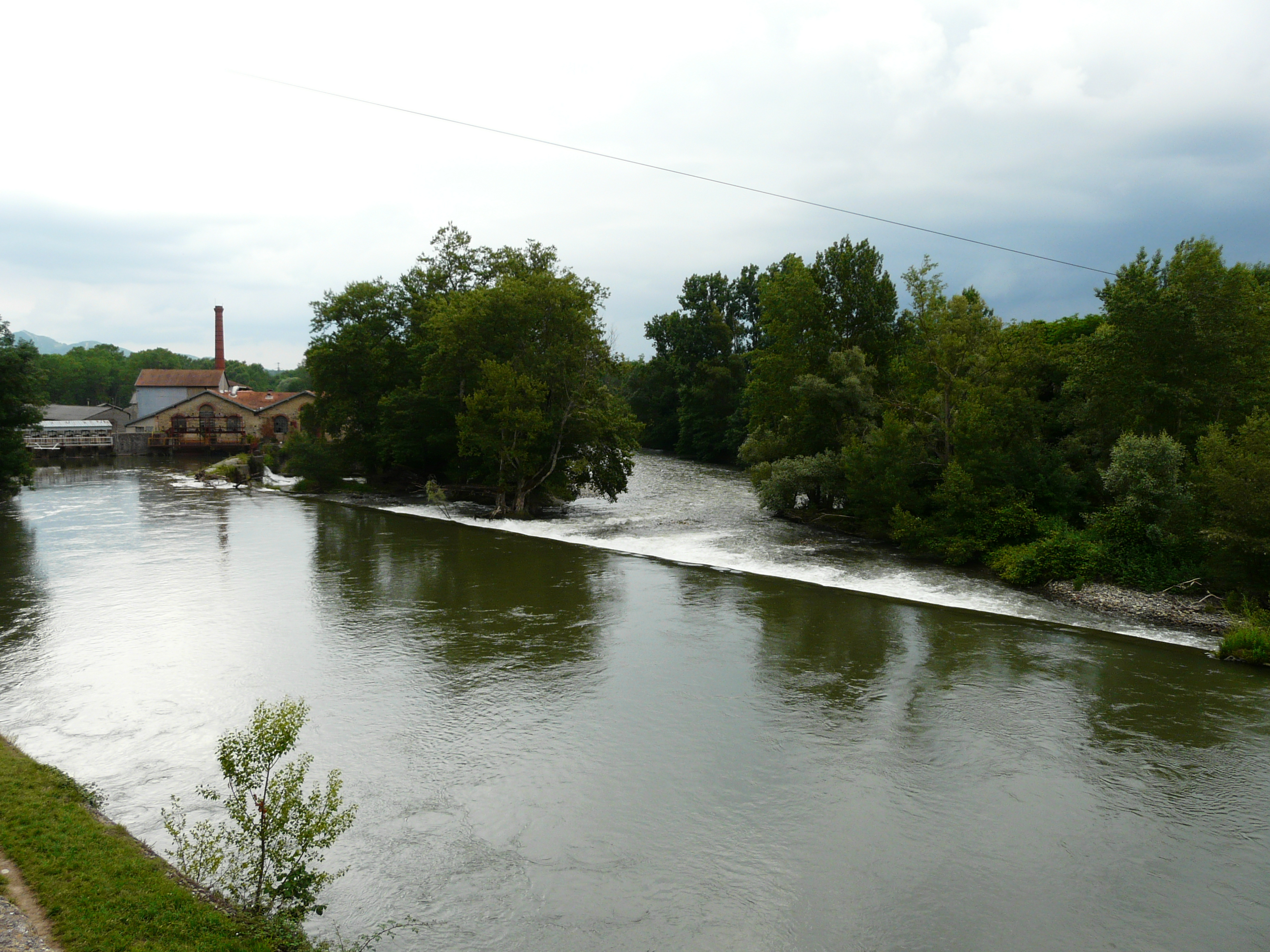
Beginn des Canal de Saint-Martory
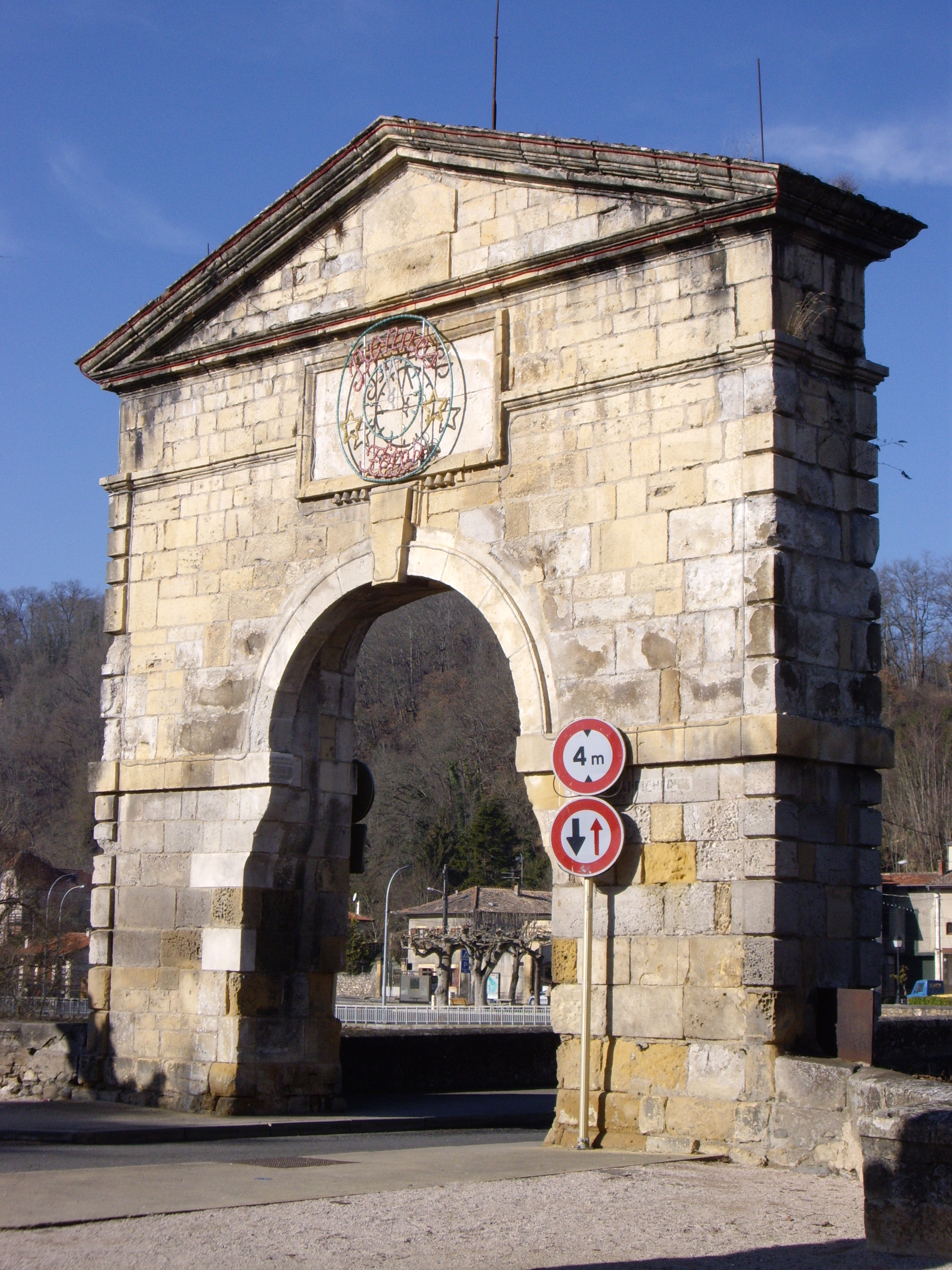
Porte du Pont
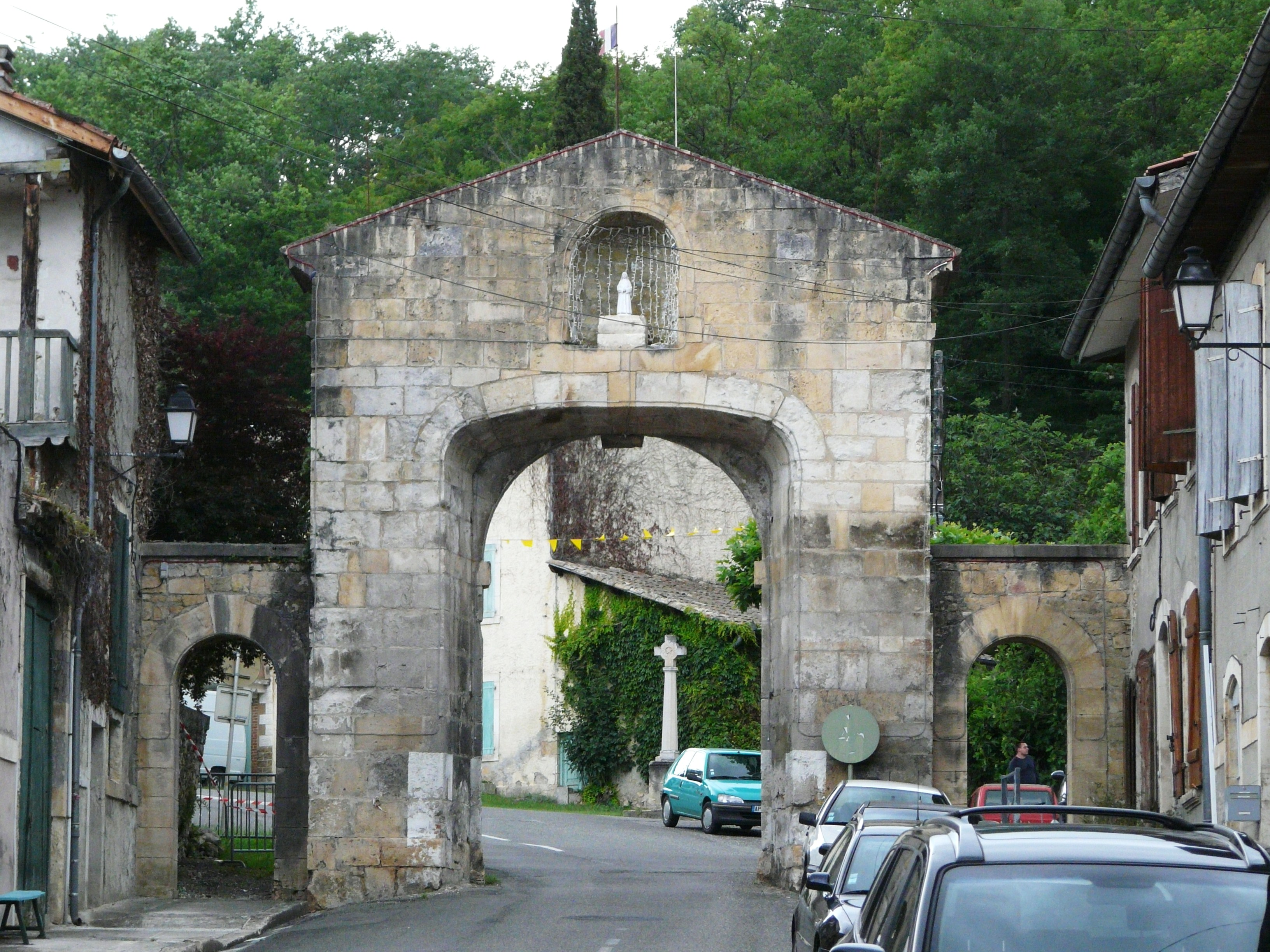
Porte de Ville
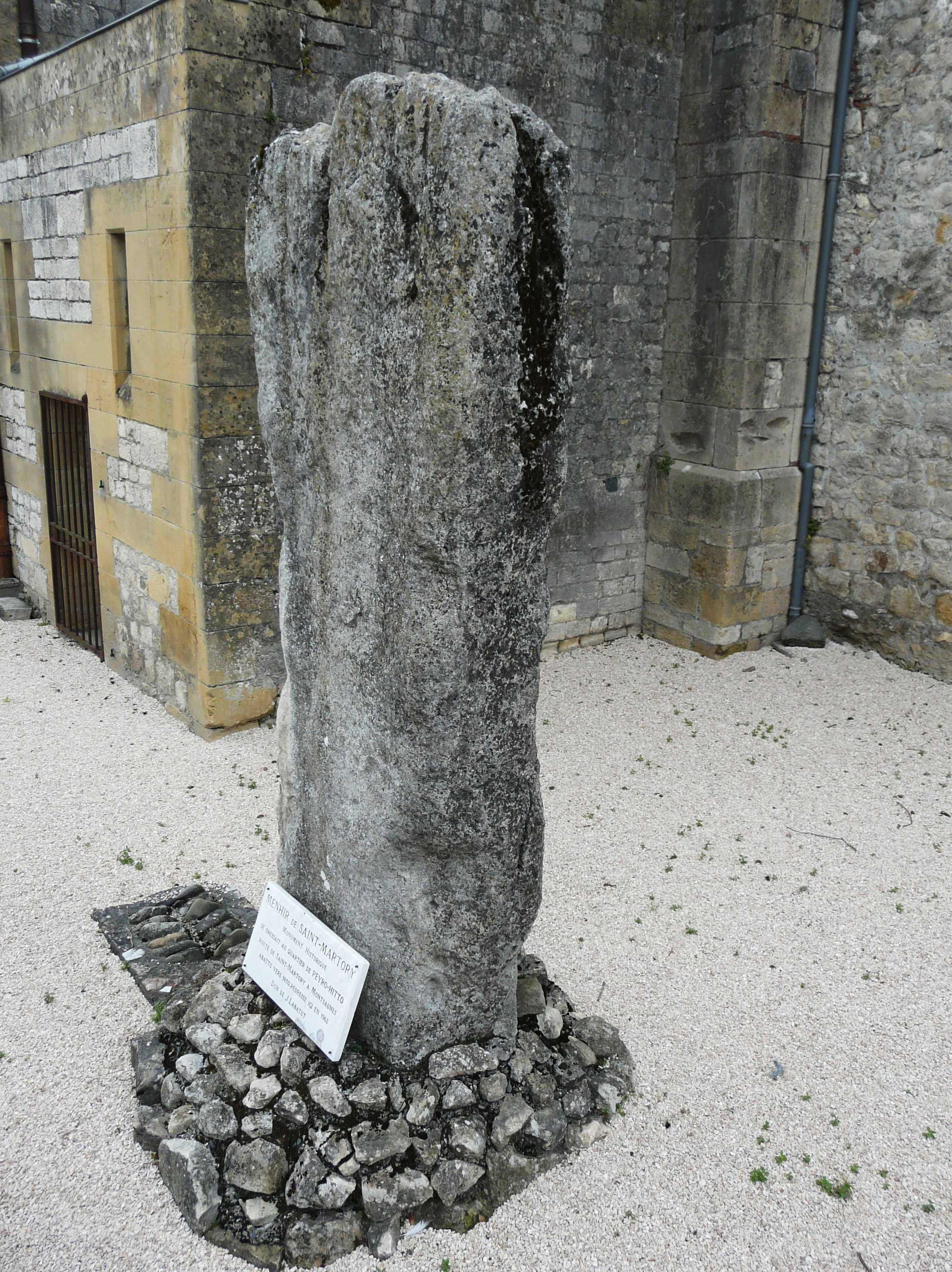
Menhir Peyro-Hitto
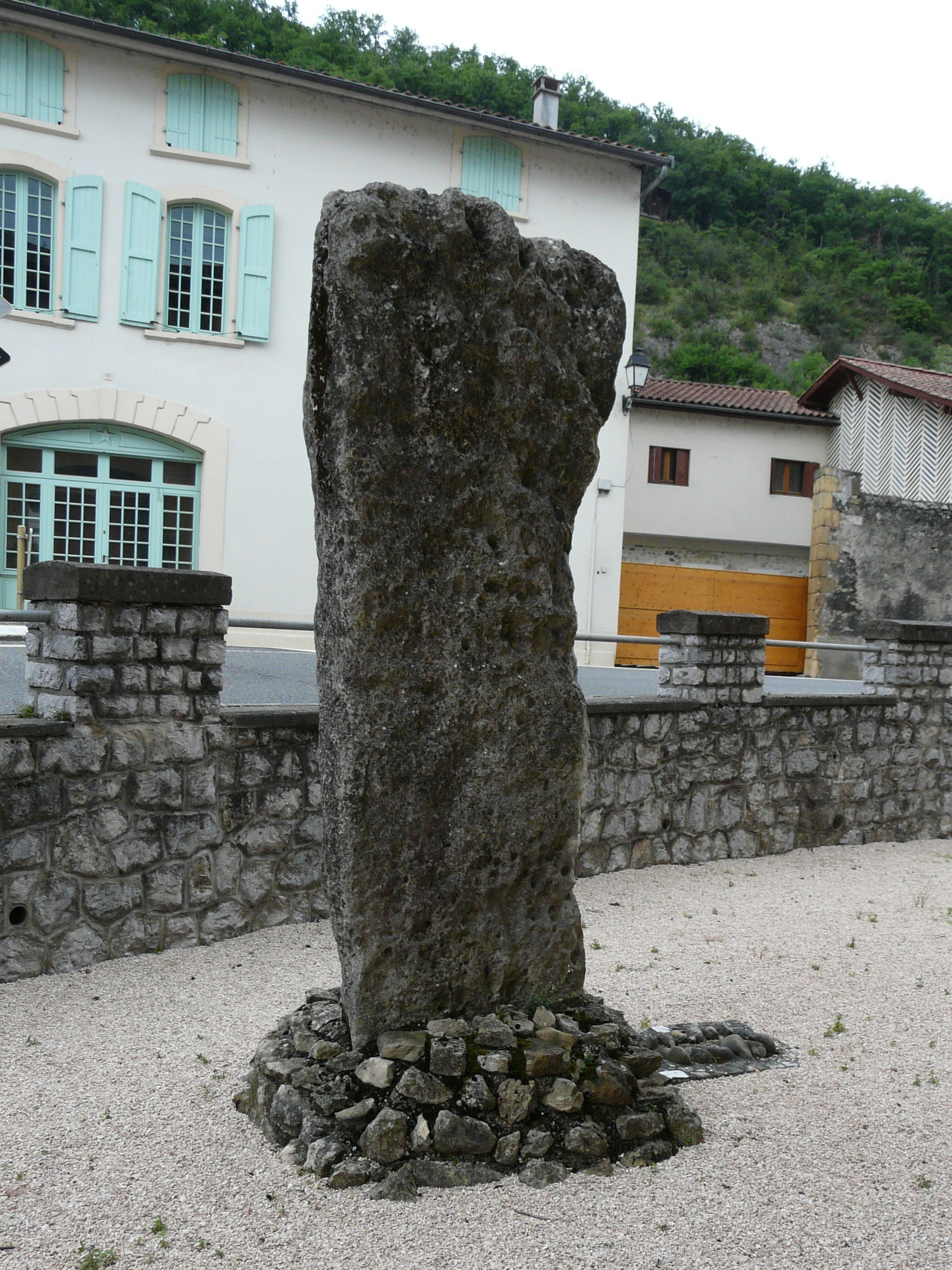
Menhir Peyro-Hitto

## Persönlichkeiten
Der französische Speläologe (Höhlenforscher) und Schriftsteller Norbert Casteret (1897–1987), Entdecker des Trou du Toro, der Garonne-Quelle, wurde hier geboren, ebenso der franko-mexikanische Industrielle Ernesto Pugibert (1853–1915), der einen wesentlichen Beitrag zur technischen Modernisierung Mexikos leistete.